# Agapetus grahami
Agapetus grahami är en nattsländeart som beskrevs av Ross 1956. Agapetus grahami ingår i släktet Agapetus och familjen stenhusnattsländor. Inga underarter finns listade i Catalogue of Life.